# Ludwik Mauduit
Ludwik Mauduit (fr.) Louis Mauduit (ur. 31 grudnia 1763 w Chevillon, zm. 2 września 1792 w Paryżu) – duchowny rzymskokatolicki, zginął w czasie rewolucji francuskiej, jako ofiara tzw. masakr wrześniowych. Błogosławiony Kościoła rzymskokatolickiego.

## Życiorys
Po ukończeniu seminarium w Sens, w 1785 roku skierowany został do Noyers, gdzie pełnił obowiązki administratora parafii. Po odmowie złożenia przysięgi na konstytucję cywilną kleru usunięto go z probostwa. 2 sierpnia 1792 został aresztowany i przewieziony do Paryża.
W dniu 2 września tego samego roku poniósł śmierć w Klasztorze Karmelitów.
Został beatyfikowany przez papieża Piusa XI 17 października 1926 roku w grupie 191 męczenników z Paryża.
Wspominany jest w dies natalis (2 września) wraz z innymi ofiarami masakr.